# Struts
Technologie Struts 1 byla vytvořena společnosti Apache. Jedná se o free open-source framework pro vytváření webových aplikací a spadá do velkého balíků technologií Java Enterprise Edition. Struts 1 je převážně založen na technologiích JSP, servlety, JavaBeans a proto je i velice spjat s webovým kontejnerem.

## Výhody Apache Struts 1
Framework Struts má několik výhod, kterými může přispět při tvorbě kvalitní webové aplikace. Nutí např. dodržovat přesně stanovená pravidla.

### Návrhový vzor MVC
Aplikace, které se píší pomocí frameworku Struts 1, jsou založeny na návrhovém vzoru MVC (Model-View-Controller).
- Prezentační vrstva (View) je implementována použitím JSP a je zodpovědná za zobrazení výsledků k uživateli.
- Řídící vrstvu (Controller) reprezentuje servlet ActionServlet a zachycuje všechny požadavky od uživatele a vybírá příslušné View na navrácení dat.
- Model (Model) je implementován pomocí JavaBeans, obsahuje business logiku a používá se ke komunikaci s perzistentním úložištěm dat.

Tyto tři vrstvy jsou spojeny pomocí konfiguračního souboru (struts-config.xml). Framework používá tento soubor k vlastní inicializaci. Definují se v něm např. tyto prostředky:
- Třídy akcí (Action classes), které volají aplikační logiku a přistupují k datům.
- Výsledky pro přípravu pohledů (views) použitím různých technologií jako např. JavaServer Pages, Velocity a FreeMarker.
- Zachytávací filtry (interceptors), které mohou zachytit dotaz před a po jeho vlastním zpracování.

### Lokalizace textů
Platí pravidlo, které říká, že texty nepatří do programů, ale do speciálního konfiguračního souboru. Struts budou motivovat k dodržování tohoto standardu.
- Lokalizace se vykonává pomocí souborů lokalizovaných zpráv, každý text nebo obrázek má svůj klíč.
- Aplikace vybere správný soubor obsahující klíče a jim odpovídající položky pomocí nastavení Locales.
- Lze si vytvořit soubor pro českou verzi i pro anglickou, a když nebude nalezen soubor s požadovaným jazykem, tak se může použít standardní.

Do souboru struts-config.xml se umístí tento element, tím se připojí zdroje, aby s nimi mohl kontejner pracovat. Když se použije kromě atributu parameter (udává cestu k souboru .properties), atribut null, tak se tím říká, že pokud se nenalezne hodnota s daným klíčem, místo chyby na server se zobrazí tento klíč.
```
<message-resources
 
parameter=
"com/myapp/struts/ApplicationResource"
 
/>

```

Do tohoto souboru properties se vloží obsah
```
welcome.title=Struts
 
Application

```

Poté se vloží do JSP tento obsah
```
<bean:message
 
key=
"welcome.title"
 
/>

```

### Ošetřování formulářů
Vytvoří se html formulář pomocí JSP custom tags a implementuje se ActionForm třída, která kontroluje a validuje hodnoty ve formuláři. Pokud některá z hodnot není v pořádku, tak Struts zobrazí formulář s vyplněnými hodnotami a chybovými hláškami.

### Poolování připojení do databáze
Framework obsahuje jednoduchou implementaci rozhraní DataSource, která poolování provádí.

## Jak pracuje Apache Struts 1
Následující postup se aplikuje, když klient odešle HTTP požadavek:
- ActionServlet obdrží požadavek
- struts-config.xml obsahuje detaily týkající se Actions, ActionForms, ActionMappings a ActionForwards
- během startu ActionServlet přečte struts-config.xml a vytvoří databázi konfiguračních objektů

Když ActionServlet přijme požadavek, tak udělá tyto kroky:
- sbalí se všechny hodnoty požadavku do JavaBeans třídy, která rozšiřuje ActionForm
- rozhodne, která třída akce bude vyvolána ke zpracování požadavku
- validuje vstupní data od uživatele
- třída akce zpracuje požadavek s pomocí komponent modelu, model komunikuje s databází
- po skončení zpracovávání požadavku Action třída vrátí ActionForward controlleru
- na základce ActionForward controller vyvolá příslušné view
- http odpověď je poskytnuta uživateli zpět pomocí view komponent

## Struktura složek
Webová aplikace se typicky skládá z hierarchické struktury složek. Kořenová složka hierarchie slouží jako kořen dokumentu pro webovou aplikaci. Pod kořenem se nachází složka WEB-INF (do této složky by se měly umísťovat soubory, které nemají být vně aplikace). V této složce je umístěn i deskriptor (web.xml).
Další složka je WEB-INF/classes, která je použita pro servlety a pro třídy, které jsou použity ve webové aplikaci. Složka /classes musí obsahovat řádný popis podsložek, přesně podle jména balíčku. Druhou složkou je WEB-INF/lib, která obsahuje Java Archive (JAR) soubory pro umístění do aplikace, jako jsou například knihovny.
Deskriptor (web.xml) je soubor, ve kterém je umístěna konfigurace webové aplikace. Kontejner nahrává deskriptor při svém spuštění. Deskriptor obsahuje tyto typy informací: inicializační proměnné, session konfigurace, deklaraci servletů, mapování servletů, posluchač životního cyklu aplikace, definování a mapování filtrů, MIME mapování, deklaraci uvítací stránky, chybové stránky, JNDI reference, Tag library mapování.

## Aplikace „Hello World“
Lze si zkusit vytvoření jednoduchou aplikace „Hello World“, která ukáže základní fungování Struts 1. Hodí se vývojové prostřední Netbeans, které mají výbornou podporu Struts 1, ve verzi 6.8 je Struts 1 již importována do vývojového prostředí a nabídne se již nakonfigurovaná šablona. V následujícím příkladu je prezentováno, jak nakonfigurovat jednoduchou akci a jednoduchý příklad jak načítat data z externího souboru (použití u lokalizace textu).
Pohled rozvržení souborů
web.xml
- používá se ke konfiguraci servletu
- welcome-file-list se používá k nastavení oficiální uvítací stránky

```
 
<servlet>

     
<servlet-name>
action
</servlet-name>

     
<servlet-class>
org.apache.struts.action.ActionServlet
</servlet-class>

 
</servlet>

 
<servlet-mapping>

     
<servlet-name>
action
</servlet-name>

     
<url-pattern>
*.kiss
</url-pattern>

 
</servlet-mapping>

 
<welcome-file-list>

    
<welcome-file>
index.jsp
</welcome-file>

 
</welcome-file-list>

```

index.jsp
- JSP stránka, která je nastavená jako úvodní stránka

```
<jsp:forward
 
page=
"/Welcome.kiss"
 
/>

```

struts-config.xml
- konfigurační soubor pro struts aplikaci
- probíhá zde registrace JavaBeans objektů a mapování akcí
- připojuje textové zdroje

```
<form-beans>

   
<form-bean
 
name=
"HelloWorldActionForm"
 
type=
"com.myapp.struts.HelloWorldActionForm"
 
/>

</form-beans>

<action-mappings>

   
<action
 
input=
"/index.jsp"
 
name=
"HelloWorldActionForm"
 

                
path=
"/Welcome"
 
scope=
"session"

                
type=
"com.myapp.struts.HelloWorldAction"
>

        
<forward
 
name=
"success"
 
path=
"/welcomeStruts.jsp"
 
/>

   
</action>

</action-mappings>

<message-resources
 
parameter=
"com/myapp/struts/ApplicationResource"
 
/>

```

HelloWorldActionForm.java
- JavaBeans objekt, který má jednu proměnnou a k ní zaregistrovaný setter a getter

```
public
 
class
 
HelloWorldActionForm
 
extends
 
org
.
apache
.
struts
.
action
.
ActionForm
 
{

    
private
 
String
 
message
;

    
public
 
HelloWorldActionForm
(){
 
}

    
public
 
String
 
getMessage
(){

        
return
 
message
;

    
}

    
public
 
void
 
setMessage
(
String
 
message
){

        
this
.
message
 
=
 
message
;

    
}

}

```

HelloWorldAction.java
- akce obsahuje spustitelnou metodu, která obsahuje business logiku
- přístup k HelloWorldActionForm je nastaven v atributu „name“ v souboru struts-config.xml v elementu mapování akcí
- „success“ je definována v elementu mapování akcí a odkazuje na adresu, na kterou se přesměruje

```
public
 
class
 
HelloWorldAction
 
extends
 
org
.
apache
.
struts
.
action
.
Action
 
{

    
private
 
final
 
static
 
String
 
SUCCESS
 
=
 
"success"
;

    
@Override

    
public
 
ActionForward
 
execute
(
ActionMapping
 
mapping
,
ActionForm
 
form
,

        
HttpServletRequest
 
request
,
HttpServletResponse
 
response
)
 
throws
 
Exception
 
{

        
HelloWorldActionForm
 
helloWorldForm
 
=
 
(
HelloWorldActionForm
)
 
form
;

        
helloWorldForm
.
setMessage
(
"Hello World!"
);

        
return
 
mapping
.
findForward
(
SUCCESS
);

    
}

}

```

welcomeStruts.jsp
- zobrazí hodnotu JavaBeanu a zobrazí hodnoty z externího souboru

```
<
%@page
 
contentType="text/html"%>

<
%@page
 
pageEncoding="UTF-8"%>

<
%@
 
taglib
 
uri="http://struts.apache.org/tags-bean"
 
prefix="bean"
 
%>

<
%@
 
taglib
 
uri="http://struts.apache.org/tags-html"
 
prefix="html"
 
%>

<
%@
 
taglib
 
uri="http://struts.apache.org/tags-logic"
 
prefix="logic"
 
%>

<html:html
 
lang=
"true"
>

    
<head>

        
<meta
 
http-equiv=
"Content-Type"
 
content=
"text/html; charset=UTF-8"
>

        
<title><bean:message
 
key=
"welcome.title"
 
/></title>

        
<html:base
 
/>

    
</head>

    
<body
 
style=
"background-color: white"
>

        
<h1><bean:write
 
name=
"HelloWorldActionForm"
 
property=
"message"
 
/></h1>

        
<h3><bean:message
 
key=
"welcome.heading"
 
/></h3>

        
<p><bean:message
 
key=
"welcome.message"
 
/></p>

        

    
</body>

</html:html>

```